# Rövidre eladás
A shortolás vagy rövidre eladás olyan pénzügyi eladási ügylet, különösen a tőzsdén, ahol az eladott pénzügyi eszközt az eladó csak kölcsönvette, vagy még azt sem, pusztán egy ígéretet ad el a megállapodás szerinti áron való teljesítésre. Azzal az elvárással köt az eladó shortoló ilyen ügyletet, hogy később, amikor a kölcsönzött papírokat vissza kell adnia, illetve teljesítenie kell, a megállapodás szerinti árnál alacsonyabb áron tudja majd megvenni őket. Úgy ítéli meg, hogy az illető papírt a piac túlértékeli és áresés várható, és a shortoló ebből az áresésből igyekszik profitálni. A shortolás általában rövid távra szól.
Ellentéte a szokványosabbnak tekinthető longolás, ekkor a befektetők drágulásra számítanak.
Tágabb értelemben minden olyan befektetési stratégiát, ami egy elvárt áresésre spekulál, shortolásnak szokás nevezni akkor is, ha ez nem kölcsönzött értékpapírok eladásával, hanem  opciós ügylet, future vagy valamilyen egyéb származékos ügylet segítségével történik. Tipikus példa a put opció vásárlása. Ezzel a shortoló egy olyan szerződés birtokába jut, ami egyoldalúan csak a másik félre hárít kötelezettséget, mégpedig hogy később kívánságra egy bizonyos értékpapírt megvegyen az opcióban rögzített áron. Minél alacsonyabbra süllyed a kérdéses értékpapír piaci árfolyama, annál magasabb áron lehet magát a szerződést értékesíteni.

## A pénzügyi eszköz kölcsönzése
Az eladni kívánt papírokat az eladó általában egy brókercégtől vagy egy banktól kölcsönzi. A papírok származhatnak a kölcsönadó saját készletéből, az ügyfeleiéből, vagy jöhetnek egy másik cégtől is. A kölcsönvevő biztosítékul az érték egy bizonyos százalékát teszi le és kölcsönzési díjat fizet.
A részvényekért várható osztalék vagy a kölcsönadó felet illeti, vagy pedig figyelembe veszik a kölcsönzési díj megállapításánál.
A megállapodásban szerepel az az időpont is, amikor a papírokat vissza kell adni, továbbá hogy ha a papír egy megállapodás szerinti határon (margin) túl drágul, a letétbe helyezett összeget meg kell növelni, vagy a papírokat azonnal visszaadni.

## Fedezetlen rövidre eladás
Ha a rövidre eladott pénzügyi eszközt az eladó az ügylet lebonyolítása előtt nem veszi kölcsön és kölcsönmegállapodást sem köt rá, akkor fedezetlen rövidre eladásról (naked short sale) beszélünk. Ilyenkor az eladó nem értékpapírokat ad el, hanem csak egy ígéretet az értékpapírokra. Ha esetleg nem tud határidőre teljesíteni, akkor a tőzsdei tranzakciót vissza kell vonni.

## A nyereséges rövidre eladás lépései
Egy példán szemléltetve:
- a befektető kölcsönvesz 1000 darab értékpapírt, amikor azok 10 eurón állnak, és letétbe helyezi biztosítékul a papír értékének harminc százalékát;
- 10 000 euróért eladja őket;
- elvárásának megfelelően alakul a piac, és a papír  egységértéke 9 euróra csökken;
- az eladott papírokat 9000 euróért visszavásárolja;
- a kölcsönvett papírokat visszaadja, visszakapja a letétbe helyezett összeget.

A befektető 1000 eurós nyereségét csökkenti a kölcsönzési díj, és kamatvesztesége is van a letétbe helyezett összeg miatt.
A rövidre eladáson, még ha a költségektől el is tekintünk, nem lehet többet nyerni, mint amennyit a kölcsönzött papírok a kölcsönzés időpontjában értek.

## A veszteséges rövidre eladás lépései
Egy példán szemléltetve:
- a befektető kölcsönvesz 1000 darab értékpapírt, amikor azok 10 eurón állnak, és letétbe helyezi biztosítékul a papír értékének 30 százalékát;
- 10 000 euróért eladja őket;
- nem a befektető elvárásának megfelelően alakul a piac, és a papír  egységértéke 25 euróra nő;
- az eladott papírokat 25 000 euróért visszavásárolja;
- a kölcsönvett papírokat visszaadja, visszakapja a letétbe helyezett összeget.

A befektető 15 000 eurós veszteségéhez járul még a kölcsönzési díj, és kamatvesztesége is van a letétbe helyezett összeg miatt.
Amikor a piaci ár emelkedése egy bizonyos határt (margin) túllép, akkor a kölcsönző felszólíthatja a befektetőt, hogy vagy azonnal adja vissza a papírokat, vagy pedig emelje meg a letétbe helyezett összeget.
A rövidre eladáson korlátlanul lehet veszteni, a veszteség mértékét a visszavásárláskori ár szabja meg.

## Ügylet zárások és visszaemelkedés
Short squeezeről (ejtsd: sort szkvíz) beszélünk, amikor egy trendváltozás arra kényszeríti a shortosokat, hogy (margin call miatt) fedezzék a pozíciójuk részét vagy egészét. Ez ha nagy volumenben történik, árfolyamelkedést generál, ami további short pozíciókat üt ki, így hirtelen, nagy árfolyamemelkedés következik be. Ez különösen igaz, ha a short interest (amennyi részvényen short pozíció van nyitva) magasabb, mint maga a float (közkézhányad). A hedge fund jellegű kockázati befektetési alapok jelentős shortoló tevékenysége képes  öngerjesztő, exponenciális növekedést előidéző short squeeze folyamatok elindítására, melynek következtében az is lehetséges hogy az adott értékpapírok kereskedését korlátozzák. 
Néhány jelentősebb shortolás utáni visszapattanás:
- 2008 - Volkswagen részvények [5]
- 2013, 2015, 2020 - Tesla részvények [6] [7] [8]
- 2021, 2024 - Gamestop részvények [9][10]

## A rövidre eladások hatásai
Rendes körülmények között jótékony hatásuk van a tőkepiacra, mert növelik a likviditást, azaz gyakoribbá teszik az adás-vételeket. Ezáltal csökken a rés a részvények eladási és vételi ára között.
Segítenek közelíteni a túlértékelt papírok árfolyamát a reális értékhez. Mivel a rövidre eladáshoz olyan papírokat kell találni, amik túl vannak értékelve, a shortolók a pénzügyi csalások leleplezésének első vonalában vannak, mint azt James Chanos 2001-ben az Enron cég kapcsán példázta.
A rövidre eladások az árkorrekciók meggyorsításával is hozzájárulnak a pénzpiac hatékonyságához.
Azonban zavarokat is okozhatnak a pénzügyi életben:
A fedezetlen rövidre eladások fiktív értékpapírjai növelik a kínálatot, és tömeges megjelenésük esetén lenyomhatják az árakat és kedvezőtlenül hathatnak a befektetői bizalomra.
Az európai tőzsdék többféle eszközzel is föllépnek az elszámolási mulasztások ellen,
tehát amikor a teljesítés az ügyletet legfeljebb négy nappal követő elszámolási határidőig nem történt meg.
Ha így sem sikerülne kikényszeríteni a teljesítést, a tranzakciót semmissé teszik.
Nem csak fedezetlen shortolás okozhat zavarokat, de a kölcsönzött papírok kölcsönzési díja is. Nyugodt helyzetben egy értékpapír kölcsönzési díja arányban áll azzal, hogy a papír milyen kockázatos. Válsághelyzetben viszont a várható árcsökkenések nagyszámú rövidre eladást motiválhatnak, ez megnöveli a keresletet a kölcsönözhető papírok iránt és ez a kereslet az, ami a kölcsönzési díjat megnöveli. A magas kölcsönzési díj viszont azt a benyomást keltheti, hogy a papír kockázatosabb a valóságosnál, és a papír leértékelődik. Görögország esete példázza ezt a folyamatot.

## Kritika
A rövidre eladás  egyes vélemények szerint negatívnak tekinthető erkölcsi szempontból, mivel arra spekulál, hogy a részvény árfolyama csökkenni fog, tehát abból szerez előnyt, hogy egy vállalat értéket veszít.

## Európai korlátozások 2011-ben
2011 augusztusában a short eladási ügyleteket Franciaország, Olaszország, Spanyolország és Belgium a saját tőzsdéin átmeneti időre betiltotta.
A 15 napos tiltással az árak öngerjesztő csökkenését kívánták megfékezni, mintegy időkérésként.